# 死亡筆記角色列表
本列表是由大場鶇原作、小畑健作畫的日本漫畫《死亡筆記本》及其改編的作品中登場的角色列表。

## 主要角色
夜神月（／ Yagami Light）
動畫配音：宮野真守（日本）；李景唐（台灣）；梁偉德（香港）；布拉德·斯威爾（美國）
真人演員：藤原龍也（日本電影）；窪田正孝（日本劇集）；納特·沃爾夫（美國電影）
真人電影配音：于正昇【衛視版】／于正昌【緯來版】（台灣）；鄧肇基（香港）

本作的主角。是個對世界感到不滿的天才，他得到一本具有超自然力量的筆記本，以筆記本殺死了諸多罪犯、並成為了被稱為「奇樂」的連環殺手，而他也試圖創造一個沒有犯罪的「新世界」，並成為新世界的神。在他的行為被緝拿他的偵探L發現後，兩人展開鬥智對決，雖然夜神月巧妙地設局殺死了L，但卻不敵L的後繼者尼亞和梅洛，最終落敗並死亡。
L（ L）
動畫配音：山口勝平（日本）；曹冀魯／李世揚〈特別篇2〉（台灣）；黃啟昌（香港）；亞歷山卓·朱利安尼（美國）
真人演員：松山研一（日本電影）；山崎賢人（日本劇集）；凱斯·史坦費爾德（美國電影）
真人電影配音：李世揚【衛視版、緯來版】／吳東原【衛視重譯版，L外傳】（台灣）；郭俊廷（香港）

本名艾爾·羅萊特（ L Lawliet），L是行徑怪異的天才，被稱為世界上最偉大的偵探，試圖追蹤並逮捕奇樂。L不修邊幅的外表、玩弄甜食的動作與怪異的坐姿處處令人懷疑他身為偵探的能力，但L很快地就認定夜神月是奇樂，並力圖揭穿此事。L在臨死前印證了奇樂的真實身份就是夜神月，但為時已晚。
路克（ Ryuk）
配音：中村獅童（日本）；陳幼文（台灣）；招世亮（香港）；布瑞恩·德拉蒙德（美國）
真人演員：中村獅童（日本電影·配音）；福島潤（日本劇集·配音）；威廉·達佛（美國電影）；吉田鋼太郎（日本舞台劇）
真人電影配音：李英立【衛視版】／李香生【衛視重譯版，L外傳】／張騰【緯來版】／鈕凱暘【決戰新世界】（台灣）；蔡忠衛（香港）
他是個感到無聊的死神。為了尋找樂趣、他把死亡筆記本丟到人類世界。死亡筆記本是一本只要知道對方的姓名和長相、就能殺死對方的筆記本。他以英文將使用說明寫在封裡，因為他認為英文是人類世界中最通行的文字。筆記本被夜神月撿到，並促使夜神月開始肅清罪犯，而大多數時候、路克也總是跟在夜神月旁邊。他有著類似人型的外型，藍紫色的皮膚和紅色的眼睛，四肢異常地長。在日本版電影中他以CGI表現。
路克對人類感到無比興趣，他喜歡看到月克服各種挑戰，通常、他並不站在月的那一邊，不過因為他喜歡吃人類世界的蘋果、就如同人類對菸和酒成癮一般，所以月會以蘋果來驅使他為月的利益而行動。除此之外他也喜歡電子遊戲，例如瑪利歐高爾夫。在路克初次見到月時，他便告訴月如果他大限已至，自己會將他殺死。而當月被松田槍擊時，走投無路的月轉而向路克求助，路克在判斷月已經大難臨頭後，便將他殺死。之後、他回到死神世界。
在動畫的結尾，夜神月沒有尋求路克的幫助，並在魅上以自殺讓他人分心時逃離倉庫，但因為傷勢過重而無法走得太遠。而路克高高在上地看著他、最後將他殺死，並告訴他與他相處的期間有過很多有趣的事。
大場鶇表示，路克之所以喜歡蘋果、是因為他想把「死神只吃蘋果」這句話放進故事裡，沒有其他意思。另外、他認為鮮紅的蘋果適合路克的血盆大口。而當小畑健提到蘋果在神話和心理學中有諸多涵義時，大場表示自己並沒有想這麼多，只是認為「蘋果很酷」便使用了這個元素。小畑說他在創造路克時遇到困難。他原本把路克設計成如同視覺系樂團的英俊黑髮青年，在得知外型不見得得是人類時，他捨棄了先前的設計、將路克畫成一個面無表情的怪物。
2006年版的電影導演表示，他選擇用電腦動畫呈現路克、是希望觀眾本能地認為「他是不存在於世上的死神」，如果由人類扮演，則其外觀必定會接近人類，會影響觀眾對死神的認知。
大場表示，路克是他最喜歡的死神角色，因為如果他說其他角色、那路克就太沒面子了（笑）。
動畫新聞網的Zac Bertschy不但讚賞整個作品，更認為路克這個「怪異笨重的野獸」讓大多數人都意想不到會是個殘酷的死神。他的同事Briana Lawrence認為，儘管路克在故事初期相當有特色，但隨著故事進行、他也逐漸變成不重要的配角，直到結局時才顯得至關重要。IGN的評論家Tom S. Pepirium認為英語版配音員布瑞恩·德拉蒙德的表現儼然就是路克。他認為德拉蒙德的配音相當優秀，尤其是路克在咯咯笑的時候。

## 次要角色
彌海砂（／ Amane Misa）
動畫配音：平野綾（日本）；龍顯蕙〈電視動畫、特別篇1〉／楊詩穎〈特別篇2〉（台灣）；程文意（香港）；香儂·陳·肯特（美國）
真人演員：戶田惠梨香（日本電影）；佐野日向子（日本劇集）；瑪格麗特·庫利（美國電影）
真人電影配音：馬君珮【衛視版】／蘇肇樺【緯來版】（台灣）；吳梅（香港）

知名藝人，她尋找連環殺手奇樂（夜神月）並支持他消除罪犯、建立新世界的理想。她從死神雷姆手中取得死亡筆記本，同時她接受了死神之眼、讓她只要看著人臉就能得知該人姓名。雖然海砂非常愛夜神月，為了協助月曾兩次放棄筆記所有權後又重新交換死神之眼（等於折損兩次壽命），但夜神月只是在利用她。最终在得知月死亡后，独自乘车来到电视台塔顶，追随月而去。
尼亞（ Near）
動畫配音：日高範子（日本）；陶敏嫻〈電視動畫、特別篇1〉／連思宇〈特別篇2〉（台灣）；黃鳳英（香港）
真人演員：福田響志（電影）；優希美青（電視劇）
真人電影配音：詹雅菁【衛視版】（台灣）
本名奈特·瑞佛（Nate River），通稱尼亞，簡稱「N」。他是L的兩位繼承人之一，是奇樂調查機關（SPK）的領導者。
在漫畫中，尼亞和梅洛是L的兩位繼承人之一，相較於梅洛，尼亞更冷靜且不帶感情，有著與L相似的坐姿、以及堆疊物體的習慣，他經常玩弄自己的捲髮。尼亞不擅長處理生活瑣事。在L死後，他獨力查出死亡筆記本的存在，並成為奇樂調查機關（SPK）的核心。他採用與L相同的方式，以字母N做為符號示人。
他率領SPK調查奇樂，並得出了夜神月同時扮演L和奇樂的真相，再透過梅洛的行動所製造的機會取得了直接證據，最後成功揭穿夜神月的真實身分。尼亞承認自己與梅洛都無法超越L，但兩人合作就能成功。他指稱夜神月是窮凶惡極的殺人犯，而死亡筆記本是有史以來最惡劣的殺人武器。在月死後，尼亞接管了L的名號，與日本警察維持合作關係。在最後的橋段裡，他打電話給相澤談論合作事宜時正在吃一塊巧克力，可能是為了紀念梅洛。
在電影《L之終章 最後的23天》中，L、BOY、FBI探員和其他人一起合作對抗在泰國散播病毒的恐怖份子。最後L在BOY的協助下找出抑制病毒的方式，成功粉碎恐怖份子的陰謀。而BOY也被送到華米之家，取名為尼亞。
在電視劇中並沒有梅洛這一個角色，而尼亞持有一個梅洛的木偶，他們經常「對話」。在L死後、尼亞透過L留下的影片逮捕了奇樂。
由於世界最強偵探L也無法打倒奇樂，因此大場安排尼亞和梅洛一起登場，並以三強鼎立的方式讓故事進行，以免重蹈L的覆轍。對於外型、大場的要求只有「有點像L」，他原本想將兩人設定為L的兒子。L喜歡堆疊物品的習慣分配給了尼亞。在設計尼亞和梅洛時，由於怎麼畫都太像L、小畑感到非常困擾。他在設計角色時是將兩人做為孿生兄弟而畫的。他原本曾經因為想把L畫得更酷而設計了另一個造型，之後這個造型的年輕版本成為了尼亞的造型。小畑表示、在設計階段時尼亞和梅洛的外型是完全相反的，亦即現在的尼亞是梅洛、反之亦然。因為小畑原本想把尼亞設計成長髮、文靜的形象。
當被問到哪一位角色與自己相像時，大場選擇尼亞，因為他不喜歡出門。關於在故事終盤出現的手指人偶，小畑表示、奇樂的人偶是尼亞買來的，而其它的人偶是自己製作的，他特別用心製作梅洛的人偶。
動畫新聞網的Briana Lawrence指出，許多粉絲認為在L死後、《死亡筆記本》的故事逐漸走下坡，並認為如果尼亞和梅洛如果是兩個個體，而不是兩個「一半的L」會更好，如果月在和尼亞與梅洛對決時會聯想到L，讀者何必再看一次「月擊敗L」？
梅洛（ Mello）
動畫配音：佐佐木望（日本）；何志威〈電視動畫、特別篇1〉／江志倫〈特別篇2〉（台灣）；黃榮璋（香港）
真人演員：優希美青（電視劇·配音）
本名米歇爾·凱（Mihael Keehl），通稱梅洛（Mello），和尼亞同為L的繼承人之一。他出身孤兒院華米之家、與尼亞互為競爭對手，他有著和L一樣愛吃甜食的癖好，也有尼亞所缺乏的行動力。在L因為追查奇樂（夜神月）而死後，華米之家當時的負責人羅傑召集了L認為最有能力接手自己位子的尼亞和梅洛，向兩人告知L在還沒指定接班人前便已死去的事實，並希望兩人合作接下這份工作。雖然尼亞對此沒有意見，但梅洛當場便拒絕了這個提案，因為他們的關係並不好，最終由尼亞單獨成為L的繼任者，同時梅洛也離開孤兒院並加入黑手黨。在他追查出死亡筆記本在日本警察手中之後，他綁架了警察廳長官多貴村以及警察廳次長夜神總一郎的女兒夜神粧裕，並以她為人質成功取得筆記本。這間接導致梅洛遇見了該本筆記本的真正主人，死神席多。席多告知梅洛死亡筆記本上寫著兩條假規則，透過這一線索、梅洛推理出奇樂可以用假規則愚弄日本警察，以證明自己無辜。然而，夜神月查出了梅洛的藏身處，總一郎組織了SWAT攻堅該處。為了逃脫，梅洛引爆炸彈，而他的手下殺死了總一郎。梅洛的臉上因而留下了一道傷疤，他的真實姓名也被夜神月得知。
梅洛與以尼亞為首的奇樂調查機關（SPK）接觸，取回自己照片並得到了「日本警方塑造的L並非夜神總一郎聲稱的松田桃太，且這個L很有可能就是奇樂」這個情報。作為回報，他也告知尼亞筆記本上有兩條假規則，這讓尼亞加深了對月的懷疑。失去黑手黨支援的梅洛找向他在孤兒院裡的朋友麥特，兩人開始監視彌海砂。最終，哈爾私下向梅洛透露了尼亞打算更換筆記本內頁，藉以營造一個讓人寫下名字但卻不會死人的情境來確認真兇。隨後梅洛和麥特為了協助尼亞找出筆記本的所在，策劃了高田清美的綁架案：麥特攻擊奇樂的發言人高田清美，梅洛再假意帶她到安全的地方，而奇樂一定會想辦法使用不在日本警察廳的那本筆記本殺害高田滅口。由於高田曾經從夜神月那裡聽過梅洛的本名，因此在高田發現梅洛的身份後，就用藏在胸罩裡的筆記本紙頁殺死梅洛。不過梅洛的行動仍然達成了目的：尼亞原先已經找到了魅上照隨身攜帶的筆記本，但那本筆記本實際上是夜神月設計的幌子，而尼亞出於個人的堅持沒有使用筆記本驗證真偽。魅上照在得知高田被綁架後，果然一如梅洛預期的嘗試以藏在銀行保險庫的真正筆記本殺死高田，導致尼亞發現自己先前所追蹤的筆記本是贗品，最終尼亞成功調換了真品，導致月的垮台。
在電視劇中，梅洛的角色設定有了根本性的改變。梅洛是尼亞體內的另一半，而尼亞經常帶著一個梅洛外型的人偶。知道L被殺後，梅洛接管了尼亞的身體、並綁架了粧裕以取得死亡筆記本，在月炸毀梅洛的藏身處後，梅洛以電話宣告自己將揭穿月的身份就是奇樂。月策劃以特殊部隊和日本警察埋伏以擊敗梅洛，之後、月命令海砂和魅上分別殺死特殊部隊和日本警察。在伏擊時、月在一個倉庫對上梅洛。梅洛回到了尼亞的性格、並表示這全是他計劃的一環，他假裝被梅洛所接管，以揭穿魅上身為當前奇樂的身份。
除此之外、梅洛還出現在西尾維新的小說《死亡筆記本ANOTHER NOTE 洛杉磯BB連續殺人事件》中，以及電子遊戲《死亡筆記本 L的繼承者》中，在遊戲裡、他可以擔任奇樂或奇樂的同黨。此外他還出現在動畫特別篇《L的繼承者》中，在該特別篇中、梅洛所參與的黑手黨相關劇情被刪除。
梅洛的髮型原本是較為整齊的，後來變成參差不齊以顯得精悍，對於太早死亡而感到可惜。另外、他認為梅洛的臉上如果受傷會更酷，因此他很感謝大場讓梅洛在故事中受了傷。小畑表示、在設計階段時尼亞和梅洛的外型是完全相反的，亦即現在的尼亞是梅洛、反之亦然。因為小畑原本想把尼亞設計成長髮、文靜的形象。
在L死後，大場一直煩惱要由誰來擊敗月，由於席多的關係、他得知太多關於筆記本的消息，因此不得不殺了他以維持故事的緊張感。這讓他無法成為擊敗月的角色，因此必須成為間接擊敗月的角色，他的死亡只佔了一小格，因為如果將他的死亡太戲劇化，讀者可能會很快地猜到他死亡的用意。
有許多關於梅洛的商品，包括人偶與絨毛娃娃。在評論中，梅洛和尼亞經常一起被提到。Mania.com的Julie Rosato說：「同時關注兩者可以讓人發現他們之間態度上的衝突」。IGN的Tom S. Pepirium批評劇中沒有解釋梅洛的行為與尼亞的有何不同。Active Anime的Holly Ellingwood認為他們兩人真正地成為月最大的對手。而動畫新聞網的Briana Lawrence認為兩人如果是獨立的個體、而非兩個「一半的L」會更好.。Pop Culture Shock的Erin Finnegan讚賞電影《死亡筆記本：決勝時刻》，理由是「沒有梅洛和尼亞」。
動畫新聞網的Casey Brienza提到小說讓梅洛擔任旁白會讓他太過具自我意識。IGN的A. E. Sparrow稱讚梅洛的行動力，替以推理為重的劇情添加了一些「實際的行動」。Manga News評論梅洛是有趣的人物、因為他是不可預測的，同樣也稱讚他的行動力。因此、他們批評梅洛在單行本第10集中完全缺席。在梅洛死後，Pepirium寫下「梅洛值得更多」。另一方面、Mania.com的Chris Beveridge提到「梅洛是一個只能提供不可預測的獨特角色」，AnimeLand和Manga News則否認他的獨特性，前者認為他不能替代L，因為他沒有魅力。
魅上照（ Mikami Teru）
動畫配音：松風雅也（日本）；曹冀魯〈電視動畫、特別篇1〉／鈕凱暘〈特別篇2〉（台灣）；蘇強文（香港）
真人演員：忍成修吾（電視劇）；水上劍星（電影）
職業為檢察官，有著極強的正義感，是奇樂的狂熱支持者。由於夜神月需要一個代理的奇樂來掩藏他的身份，他選擇了魅上照擔任第四個奇樂。魅上照的童年在霸凌中長大，這使他有著強烈的正義感，他對夜神月敬如神祇，並透過筆記本懲罰自己認為邪惡的人，這當中包括罪犯以及不事生產的社會米蟲。他在筆記本上書寫名字時會反覆唸道「消除！（削除！）」。在漫畫中，魅上照是在入獄後發狂至死，但松田推測是尼亞控制魅上在死前的行動。而在動畫中、魅上是在倉庫中用筆尖自殺，並給了月逃跑的時機。
由於魅上進入故事的時間較晚，出於必須讓讀者迅速地了解到他有做為奇樂的資質，原作大場鶇罕見地採用了一段背景故事快速地介紹他，不過大場其實並不想使用閃回，因為他不喜歡。大場之所以設定魅上的職業是檢察官，是因為如果一個人對罪惡感到痛恨，自然而然地會產生這般形象。由於劇中很少談到善惡論、也很少談到社會對奇樂的看法，因此在介紹魅上這個身為奇樂信徒的角色出現時，大場十分注意。魅上是大場第二個喜歡的角色，因為他很有個性。
在電視劇中、魅上這一角色的功能被擴大了，他是辦理殺死海砂雙親的案件的檢察官，並藉著檢察官職務之便推理出海砂是第二奇樂，進而與月接觸、合作，直到他們被尼亞和警方所逮捕。
IGN的Tom S Pepirum讚揚魅上的背景故事和強烈的正義感向觀眾所傳達的訊息。

## 配角

### 奇樂搜查本部
夜神總一郎（／，Soichiro Yagami）
動畫配音：內田直哉（日本）；曹冀魯（台灣）；張炳強（香港）
真人演員：鹿賀丈史（電影及舞台劇）；松重豐（電視劇）
真人電影配音：徐健春【衛視版】／梁興昌【緯來版】（台灣）；陳偉權（香港）
夜神月的父親，警官，奇樂搜查本部的長官。當L開始懷疑月是奇樂時，總一郎不相信兒子會做出這種事。在L死後、總一郎率領部隊突襲梅洛的藏身處，並透過死神之眼得知了梅洛的姓名，但他也因此殞命。在死前，總一郎透過死神之眼認定月並不是奇樂，因為當時的月已經放棄筆記本的所有權。而在電影中，總一郎倖存下來並發現月就是奇樂，在月死時、他將月抱在懷中，並選擇對家人隱瞞事實。
在電視劇中，總一郎的個性有很大不同。他是個鰥夫，月對他感到有些不滿、因為他沒有在妻子臨終前伴其身旁、而是去審訊罪犯音原田九郎，而且在那之後經常在兒女的生命中缺席。這種關係對劇情有重大的影響。之後、當音原田挾持總一郎做為人質時，月用筆記本殺死音原田以保護父親，這讓總一郎開始注意到月的變化，進而開始懷疑自己的兒子是奇樂，並向L提出這一可能性。然而在原作中、總一郎從來不曾懷疑過月。
總一郎被設定為「唯一的正義之士」，讀者將「為他必須經歷的一切感到遺憾」。為了使情節順利發展、他必定得死，但大場鶇並不想設計夜神月弒父，因此將劇情改成間接導致死亡。小畑健是以刻板印象中的刑事局長來設計這一角色的，包括鬍子和眼鏡等元素都是在分鏡稿中就決定好的。隨著故事進展，他變得越來越衰老、憔悴，髮鬢也逐漸發白。總一郎是大場第三個喜歡的角色。
松田桃太（／，Tota Matsuda）
動畫配音：內藤玲（日本）；李景唐〈TV動畫〉／鈕凱暘〈特別篇2〉（台灣）；陳卓智（香港）
真人演員：青山草太（電影）；前田公輝（電視劇）
真人電影配音：陳宏瑋【衛視版】／張騰【緯來版·前篇】／鈕凱暘【緯來版·後篇】（台灣）；曹啟謙（香港）
松田是奇樂搜查本部最年輕的成員，他有著驅動團隊前進的力量，但缺乏經驗且相當不謹慎。他如同一個典型的年輕人，容易相處、注意趨勢、愛聊八卦。他很喜歡月，也是海砂的粉絲。如同團隊中的所有人，他對總一郎完全忠誠，對於各種高生命風險的任務當仁不讓，但他偶爾的幼稚行為和發言常常會讓其它本部內的成員受不了。在故事中，松田一直堅信月不是奇樂，也因此在尼亞露骨的對搜查總部的眾人暗示月就是奇樂之後，他一直對尼亞十分反感，直到故事結尾，月在與SPK的對決中敗北，真實身分也隨之曝光後，松田對月對於總一郎的死的冷漠而感到憤怒和悲痛，在夜神月試圖用手錶內暗藏的筆記本紙片殺死尼亞時瘋狂地朝他開槍，救了尼亞一命，最後試圖殺死夜神月的時候被相澤制止。
大場將松田描述為一個「很方便的角色」，因此不能讓他死。在本部中，他是唯一一個偏向奇樂的人，原因是在團體中一定會有一個這樣的人，大場便用他來平衡劇情。
模木完造（／，Kanzo Mogia）
動畫配音：中井和哉（日本）；陳幼文（台灣）；潘文柏（香港）
真人演員：清水伸（電影）；佐藤二朗（電視劇）
真人電影配音：于正昌【衛視版】／張騰【緯來版】（台灣）
是最忠實的成員，沉默寡言，但也因此是一名很好的探員。他也是個優秀的演員，在扮演海砂的經紀人時表現傑出。他對夜神月十分忠誠，當梅洛將他引去SPK，試圖讓尼亞套出夜神月是否在死亡筆記本的規則上有所隱瞞的時候，他被監禁多日仍沒有透漏半點消息；但他並非一昧的愚忠，在相澤向他透漏了夜神和高田瞞著警方私下聯絡的事蹟後，他轉而與相澤和SPK成員合作，向尼亞講解了搜查本部在四葉集團案件中獲得的詳細情報。
在電影中，他代替了原作中宇生田的角色死在櫻花電視台前。大場表示，模木最初的設計為湊人數的角色，也沒有太詳細的設定。
相澤周市（／，Shuichi Aizawaa）
動畫配音：藤原啟治（日本）；李景唐〈TV動畫〉／梁興昌〈特別篇2〉（台灣）；雷霆（香港）
真人演員：奧田達士（電影）；弓削智久（電視劇）
真人電影配音：于正昇【衛視版】／李世揚【緯來版】（台灣）
由於日本警方停止對搜查本部的援助，使得他一度因為家庭考量而離開搜查本部，在L死後回來。在尼亞謊稱被SPK監禁的模木心臟麻痺身亡後前往SPK本部，向尼亞講解了夜神月和彌海砂當初被監禁的過程，和模木兩人聽完尼亞的看法後成了第一個懷疑夜神月是奇樂的人，並隨後透過自行調查發現了夜神月的真實身份，開始將本部的消息透漏給尼亞。在夜神月死後，他成了搜查本部的領導者，仍然和尼亞在跨國案件上合作。
宇生田廣數（／，Hirokazu Ukita）
動畫配音：木內秀信（日本）；曹冀魯（台灣）；曹啟謙（香港）
真人演員：中村育二（電影）
真人電影配音：孫中台【衛視版】／鈕凱暘【緯來版·前篇】／張騰【緯來版·後篇】（台灣）
年輕而勇敢的警察，當第二奇樂的影片在電視台播放時，宇生田一馬當先衝了過去，但也因此被擁有死神之眼的海砂所殺害，成了最早犧牲的成員。
大場表示，必須要有人成為第二奇樂手中的犧牲者，而松田這一角色很方便、他又策劃讓模木大展身手，因此他在相澤和宇生田中選擇一個。小畑喜歡宇生田的血氣方剛，也對宇生田的死亡感到驚訝。
伊出英基（／，Hideki Ide）
動畫配音：石川英郎（日本）；陳幼文（台灣）；李錦綸（香港）
由於他不贊同L的做法，因此初時並沒有加入搜查本部，而是逮捕火口時才加入，在這段期間他仍以警察的身份不懈地追查奇樂。
大場表示，伊出之所以在逮捕火口時出現、是因為他想要呈現一個「團結」的場景，而使用更多的角色會有更好的效果。小畑很喜歡伊出，因為他一度離開而又重歸團隊的這種心態很好理解，而小畑認為動機明確的角色描繪起來很容易。

### L的協助者
渡（Watari，或譯「聯繫人」）
動畫配音：小林清志（日本）；陳幼文（台灣）；黃子敬（香港）
真人演員：藤村俊二（電影）；半海一晃（電視劇）
真人電影配音：孫中台【衛視版】／孫誠【衛視重譯版，L外傳】／李世揚【緯來版，前後篇】／梁興昌【緯來版，L外傳】（台灣）；蔡忠衛（香港）
本名「奎許·華米」（Quillsh Wammy），在搜查本部成立前，他是唯一一位見過L真面目的人，也是唯一一個能連繫他的人。在搜查本部成立後，他負責後勤支援。如同L，他以螢幕上一個W的符號示人。他是著名的英國發明家及孤兒院華米之家的創辦人，培訓許多有才能的孤兒，擅長製作各式甜點的同時也是一位神槍手。在故事中盤，雷姆為了保護海砂而將他和L一併殺死。死後、夜神月接管了渡的身份。
渡的名字原本被設定為「Shadow」指的是L的影子，但在編輯極力阻止後改成現名，理由是他是L與人世間的「擺渡」。小畑將渡設計為輪廓有稜有角的老人，渡是他第三個喜歡的角色，因為他原本就喜歡老管家，而且渡「看起來隱藏著神祕的力量」。
亞伯（Aiber）
動畫配音：桐本琢也（日本）；梁興昌（台灣）；香港：陳廷軒（香港）
本名「迪耶里·蒙雷洛」（Tierry Morrelle），L為了調查四葉集團而找來的幫手。他是詐欺師，具有很強的語文能力和社交技巧，在潛入四葉集團時扮演了內應。在L死後，他的名字隨即被月寫上了死亡筆記，死在了家中。
亞伯和溫蒂是大場基於「有特殊能力的角色」而創造出來的，小畑則表示編輯告訴他，亞伯是個詼諧逗趣、有如喜劇演員一樣的角色。他認為如果能讓視覺效果更強烈，這個角色在劇中說不定能更活躍。
溫蒂（Wedy）
動畫配音：長澤美樹（日本）；陶敏嫻〈電視動畫〉／楊詩穎〈特別篇2〉（台灣）；黃玉娟（香港）
本名「梅莉·肯伍」（Marrie Kenwood），L為了調查四葉集團而找來的幫手。她是個神偷，擅長開鎖和裝設竊聽器，她裝設在四葉集團會議室、以及火口車內的監視器發揮了作用。在L死後，她的名字隨即被月寫上了死亡筆記，駕駛摩托中事故死。
亞伯和溫蒂是大場基於「有特殊能力的角色」而創造出來的，小畑把溫蒂設計成有點像模特兒的間諜角色。他認為如果能讓視覺效果更強烈，這個角色在劇中說不定能更活躍。

### 月的協助者
雷姆（Rem）
動畫配音：齊藤貴美子（日本）；梁興昌（台灣）；陸惠玲（香港）
真人演員：池畑慎之介☆（電影聲優）；濱田惠（舞台劇）；恆松步（電視劇聲優）
真人電影配音：康殿宏【衛視版】／鈕凱暘【緯來版】（台灣）；利耀堂（香港）
雷姆是將死亡筆記本交給海砂的死神。雷姆的外表是白色的，有骨骼狀的外觀。如同路克、她擁有兩本筆記本，另一本筆記本是從為了救海砂而違反死神規定的傑拉斯那裡取得的。她把傑拉斯的筆記本交給海砂，因為那是她應得的。和在人間找樂子的路克不同，雷姆蔑視大多數的人類，只在乎海砂的安危並積極地協助她。她將如何殺死死神的方法告訴海砂，而海砂將這個訊息告知月，這使得月設局讓海砂陷入可預見的危機，而雷姆為了協助海砂便殺死了L和渡，同時也犧牲了性命。在電視劇中她沒有死亡，而是在奇樂事件結束後回到死神界。
雷姆是小畑最喜歡的死神，因為她是一個「好死神」。由於雷姆是女性，因此在外型上決定設計成與路克截然不同的感覺。包括白色、渾圓的身體線條。而頭髮的造型是受到梅杜莎的影響。
高田清美（／，Takada Kiyomi）
動畫配音：岡村麻純→坂本真绫（日本）；陶敏嫻〈電視動畫〉／連思宇〈特別篇2〉（台灣）；曾秀清（香港）
真人演員：片瀨那奈（電影版）
真人電影配音：魏晶琦【衛視版】／詹雅菁【緯來版】（台灣）；莎拉（香港）

東大校花。夜神月在大學時期為了干擾L的搜查而刻意交往的女友。畢業之後成為NHN電視台主播，對基拉持擁護的立場。月透過他連絡到魅上照，並在和月的每次會面中擔任月與魅上之間秘密聯絡的媒介。性情高傲，並不把彌海砂放在眼裡，野心勃勃地想成為和月一起主宰世界的伴侶。在月跟尼亞等攤牌的前夕，意外地遭到梅洛綁架，並被迫脫去衣服，但她用藏在胸罩內的死亡筆記本紙片殺死了梅洛，而她自己隨後也被月所殺。
在電影中，她取代了火口的角色，做為雷姆交付筆記本的對象。
出目川仁（／，Demegawa Hitoshi）
動畫配音：茶風林（日本）；梁興昌（台灣）；陳永信（香港）
真人演員：Magy（電影版）
真人電影配音：康殿宏【衛視版】／梁興昌【緯來版】（台灣）；蔡忠衛（香港）
櫻花電視台導播，為了提高收視率不擇手段。他最初出現時是由於海砂將錄影帶寄到電視台、命令其播出以博得奇樂的注意。成為《奇樂王國》節目的主持人，在節目中給奇樂歌功頌德。之後他被月用來做為清除SPK的棋子而派到美國，卻因為貪圖尼亞撒下的巨額鈔票而使得找出SPK成員的計劃功虧一簣，最後被魅上殺死。

### 華米之家
麥特（Matt）
動畫配音：西村朋紘（日本）；梁興昌（台灣）；李致林（香港）
本名麥爾·吉凡斯（Mail Jeevas），梅洛的朋友，華米之家第三聰明的角色，由於梅洛失去黑手黨的人馬，因此他找上麥特。兩人在SPK放走模木和相澤後，透過追蹤兩位搜查本部的探員得知了第二位奇樂的身分：彌海砂。隨後他們兩人長時間監聽彌海砂的一舉一動，不過此時的海砂已在夜神月的授意下再次放棄筆記本，因此沒有太多進展。最終他與梅洛一起綁架高田，這使得他被高田的保鑣亂槍射殺。
大場表示由於梅洛獨自行動時要有人與他對話，因此便安排了麥特。大場開玩笑說、雖然麥特看起來一直在玩電子遊戲，但其實他的存在是重要的。小畑表示他的設計概念是對世事漠不關心，由於先前沒有聽責任編輯提起過，小畑在看到分鏡稿時還問「這個人是誰啊？」。
羅傑·路威（Roger Ruvie）
華米之家的經營者，在奇樂事件結束後接管了渡的位置。

### FBI
因為有許多美國罪犯被奇樂殺死，因此聯邦調查局同意協助L，但在幾個聯調局的探員被奇樂殺死後，他們就不再支援L。
雷·潘柏（Raye Penber）
動畫配音：石川英郎（日本）；曹冀魯（台灣）；陳欣（香港）
真人演員：細川茂樹（電影）；尚玄（電視劇）
真人電影配音：于正昌【衛視版，前後篇】／梁興昌【衛視版，L外傳】／陳宏瑋【衛視重譯版，L外傳】／鈕凱暘【緯來版】（台灣）；利耀堂（香港）
美國聯邦調查局派到日本的十二個探員之一，他奉命跟蹤夜神家庭的可疑行為。由於月設局讓他洩漏了自己的本名，不但讓他被月所殺害、還被月利用來殺害其他十一名探員。在他死後，他的未婚妻南空直美開始調查他的死因。
大場表示，FBI的跟蹤劇情是早已決定的。小畑則是在將他設計成有日本血統的外國人時感到迷惑，並表示本來是想把他畫得帥一點。
南空直美（／，Misora Naomi）
動畫配音：松井菜櫻子（日本）；陶敏嫻（台灣）；陸惠玲（香港）
真人演員：瀨戶朝香（電影）
真人電影配音：詹雅菁【衛視版】／蘇肇樺【緯來版】（台灣）；鄧潔麗（香港）
她是前FBI探員，有卓越的偵查能力 。由於她的未婚夫雷·潘柏突然死亡，她便開始追查死因，在她試圖與奇樂搜查本部聯繫時偶遇夜神月。初時她很謹慎，以假名間木照子（まき しょうこ）保護自己，但在夜神月的花言巧語之下仍洩漏了本名，最終受夜神月操縱而自殺（表面上被设计为失踪）。
在電影中，她的角色在故事中發揮更大的作用。她同樣追查未婚夫的死因並懷疑月就是奇樂，這一次她的本名是透過計劃舉行婚禮的教堂裡的文件曝光的。她同樣受到夜神月操控、並讓她看起來像是死於意外。
她是西尾維新的小說《死亡筆記本ANOTHER NOTE 洛杉磯BB連續殺人事件》的主角之一，這個故事時間設定在《死亡筆記本》的幾年前，南空是L的助手。
大場表示，因為故事當時的女性角色只有粧裕，使得他很想讓帥氣的女性角色能登場活躍。但由於南空直美接近真相的速度太快，大場不得不殺死她以免增加故事發展的困難度。小畑談到她的設計理念是基於服裝而生，為了對未婚夫表示哀悼而選擇黑色，為了與奇樂戰鬥而選擇皮衣。

### 四葉集團
四葉集團（ヨツバグループ）是作中虛構的日本大企業，這八名四葉集團的幹部在集團內組成團體，透過每週開會來決定要殺害的對象，以提高企業的獲利。他們知道自己之中有一個是奇樂，但不知道是誰。除了先一步脫離會議的葉鳥新義以外，餘下在火口被夜神月暗中殺死後、也一個個被月殺掉。
火口卿介（[] 错误：{{Lang}}：无文本（帮助），Higuchi Kyousuke）
動畫配音：二又一成（日本）；梁興昌（台灣）；陳欣（香港）
他是第三個奇樂。根據月的計劃，雷姆要將死亡筆記本交給一個貪婪、自私、且會利用筆記本來牟利的人，而雷姆選擇了他。他是新技術開發室室長。當他收到筆記後、按照雷姆的指示殺死罪犯，除此之外也能自由地使用筆記本。他每週與其他企業內的成員開會並決議要殺某個人，以維持企業的業務蒸蒸日上。在月、L和海砂的追查之下，火口遭到圍捕，之後月重新取回筆記本，並暗中將火口殺死。大場之所以設計四葉奇樂篇，是因為他想呈獻月和L能合作辦案的場景。
尾尾井剛（[] 错误：{{Lang}}：无文本（帮助），Ooi Takesi）
動畫配音：梁田清之（日本）；陳幼文（台灣）；李錦綸（香港）
43歲，VT事業部部長，最年長的成員，也是會議主席。
樹多正彥（[] 错误：{{Lang}}：无文本（帮助），Kida Masahiko）
動畫配音：相澤正輝（日本）；梁興昌（台灣）；馮錦堂（香港）
32歲，版權策劃部部長，他負責與艾勒魯·柯伊聯繫。
奈南川零司（[] 错误：{{Lang}}：无文本（帮助），Namikawa Reiji）
動畫配音：野島裕史（日本）；何志威（台灣）；翟耀輝（香港）
30歲，第一營業部部長，例行會議成員之一。腦力卓越且擁有很強的判斷力。將棋能力相當於四段專業棋手。在收到夜神月的電話後暗中協助L捉拿第三奇樂。
三堂芯吾（[] 错误：{{Lang}}：无文本（帮助），Midou Singo）
動畫配音：花輪英司（日本）；何志威（台灣）；李致林（香港）
32歲，經營策略部部長兼金控董事。擁有冷靜執著的分析力。父親是參議院議員，和政界聯繫以支持四葉奇樂。火口卿介曾打電話叫他停播揭露奇樂的節目，最後失敗收場。戴著眼鏡。外貌與夜神月有點神似。
紙村英（[] 错误：{{Lang}}：无文本（帮助），Simura Suguru）
動畫配音：橫尾博之（日本）；李景唐（台灣）；劉昭文（香港）
36歲，人事部人事課課長。個性懦弱但觀察力敏銳。高中的時候曾選上橄欖球日本代表。
鷹橋銳一（[] 错误：{{Lang}}：无文本（帮助），Takahasi Eiichi）
動畫配音：西凜太朗（日本）；何志威（台灣）；林國雄（香港）
40歲，材料企劃部部長兼四葉HOME董事。沒有成大器的才華，是火口的煙幕彈。
葉鳥新義（[] 错误：{{Lang}}：无文本（帮助），Hatori Arayosi）
動畫配音：德本恭敏（日本）；曹冀魯（台灣）；潘文柏（香港）
33歲，宣傳策略部部長。現任社長的私生子。因脫離會議而被第三奇樂殺死，死因不明。

### SPK
奇樂特別搜查組織（The Special Provision for Kira），通稱SPK。是以尼亞為首、網羅中央情報局和聯邦調查局的奇樂搜查組織。由於有黑手黨的間諜洩漏組織成員的消息，使得大半成員被殺、最後的成員只剩下四人。在設計方面，大場只有指定雷斯特是指揮官、拉特是間諜，其它的外型完全由小畑決定。
安東尼·雷斯特（[] 错误：{{Lang}}：无文本（帮助）Anthony Rester）
動畫配音：相澤正輝（日本）；梁興昌（台灣）；陳廷軒（香港）
本名安東尼·卡特（Anthony Carter），名義上的指揮官。儘管他的智力、洞察力都遠遜於尼亞，但他是尼亞最信任的人。在加入SPK前是特種部隊隊長。他也替尼亞處理生活瑣事。
哈爾·利多娜（[] 错误：{{Lang}}：无文本（帮助）Halle Lidner）
動畫配音：渡邊明乃（日本）；龍顯蕙〈電視動畫〉／楊詩穎〈特別篇2〉（台灣）；陳凱婷（香港）
本名哈爾·布拉克（Halle Bullook），是CIA成員。她是SPK解散之後被梅洛找上的人。在梅洛從SPK本部取回自己的照片離開後，她在尼亞的默許下仍然與梅洛暗中有聯繫，並分享關於奇樂的情報。
由於在四葉集團案件中的犧牲者有她的親友，因此她決定加入SPK搜捕奇樂。在電視劇中她名為日村章子（ひむら しょうこ），是L領導的搜查本部旗下的成員。
史帝芬·傑邦尼（[] 错误：{{Lang}}：无文本（帮助）Stephen Gevanni）
動畫配音：高橋廣樹（日本）；曹冀魯〈電視動畫〉／江志倫〈特別篇2〉（台灣）；伍博民（香港）
本名史蒂芬·勞德（Stephen Loud），他負責跟蹤魅上照，並取得了他所持有的死亡筆記本，再透過模仿筆跡在一個晚上的時間內偽造一份筆記本贗品，協助尼亞破案。

### 黑手黨
與梅洛同盟、但事實上是被梅洛利用的黑手黨，想透過死亡筆記本來擴張地盤。
洛特·羅斯（Rodd Los）
動畫配音：相澤正輝（日本）；曹冀魯（台灣）
本名多威特·高登（Dwhite Godon）。黑手黨老大，由於相當有名、因此很容易取得其照片。最終被月所殺。
傑克·尼洛（Jack Neylon）
動畫配音：松山鷹志（日本）；梁興昌（台灣）
本名卡爾·史奈達（Kal Snyder）。是羅斯底下的新人，因為湊巧使用筆記本而受到重用。他被月利用並查出黑手黨藏身處。

### 其它
夜神粧裕（／，Sayu Yagami）
動畫配音：工藤晴香（日本）；陶敏嫻（台灣）；何璐怡（香港）
真人演員：滿島光（電影）；前島亞美〈SUPER☆GiRLS〉（舞台劇）；藤原令子（電視劇）
真人電影配音：劉如蘋【衛視版】（台灣）；張雪儀（香港）
夜神月的妹妹，個性善良。被梅洛的黑手黨綁架做為交換筆記本的人質，雖然之後毫髮無傷地被釋放，但精神上受強烈打擊，最終使她對其它人的存在毫無反應。即使夜神月死了、她也不知道他是奇樂。
夜神幸子（／，Sachiko Yagami）
動畫配音：佐藤藍（日本）；龍顯蕙（台灣）；黃麗芳（香港）
真人演員：五大路子（電影）
真人電影配音：馬君珮【衛視版】（台灣）
夜神月的母親，專職家庭主婦。以夜神月是優等生為榮。即使夜神月死了、她也不知道他是奇樂。在電視劇版中、在月和粧裕仍稚時就因故逝世。
北村是良（／，Koreyoshi Kitamura）
動畫配音：池田勝（日本）；梁興昌（台灣）
警察廳次長，奇樂搜查本部的上司。雖然屈服於四葉集團的壓力，但並非壞人。
百合
動畫配音：小清水亞美（日本）；待查詢（台灣）；曾秀清（香港）
月的中學同學，假裝和她約會，以取得雷·潘柏的本名。

### 死神
在本作中，死神居住於死神界，那是個與人類世界完全不同、遍地骸骨的荒涼之地。死神是藉由殺害人類來延伸他們自己的生命的生物。即使不使用死亡筆記本，人類也終將死亡。但是死神能更早結束人類的生命，那段餘下的壽命便歸死神所有；換言之、如果不在死亡筆記本上寫下名字，死神就會死。
席多（Sidoh）
動畫配音：矢尾一樹（日本）；曹冀魯（台灣）；潘文柏（香港）
路克丟到人界、被夜神月所撿起的筆記本的原持有者。他因為遺失筆記本而無法寫名字，故來到人類世界尋找筆記本。他遇見當時持有該筆記本的梅洛並告訴他關於筆記本的事，之後一度被梅洛和夜神月所利用，最後取回筆記本、回到死神界。
小畑表示他的嘴是金絲雀、可折疊的手則參考了蟲。
傑拉斯（Jealous）
動畫配音：松山研一（日本）；陳幼文（台灣）；林保全（香港）
他出現在雷姆所提起的閃回中。全身都是縫補痕跡，雖有兩個眼窩但只有一顆眼球。他在死神界持續地看著海砂，在海砂即將被人殺死時、將兇手的名字寫在死亡筆記本上救了她一命。但由於死神不能幫人類延長壽命，因此傑拉斯化成沙塵而死。目睹這一切的雷姆撿起筆記本、來到人類世界將它交給海砂。
小畑本來想將他設計成俊美的死神，但因為他在故事中的境遇相當可憐，小畑便將他設計成全身補丁的模樣，並希望以可憐兮兮的模樣博得讀者共鳴。
阿拉莫尼亞·賈斯汀·比庸多魯梅森（Armonia Jastin Beyondllemason）
動畫配音：梅津秀行（日本）；陳幼文（台灣）
雄性。外觀是各式各樣繁複珠寶。死神大王的左右手，他相當了解死神與死亡筆記本的規則。
米特拉（Meadra）
雌性。在2008年刊出的特別篇中登場，她仿效路克將死亡筆記本丟至人類界。
死神大王（King of Death）
管理所有死神的王。正篇中並無登場，在2008年《L之終章 最後的23天》電影上映時的漫畫特別篇中出現，他聽路克說過人類世界的蘋果很美味，因此讓米特拉用十三顆人類世界的蘋果換一本死亡筆記本。

### 罪犯
被奇樂殺死的罪犯不計其數。下方列出被奇樂殺死的一小部份罪犯，這些罪犯在劇中扮演較為重要的角色。
音原田九郎（／，Kuro Otoharada）
真人演員：田中啓三（電視劇）
是月殺死的第一個人。失業的42歲男子，殺人犯。他所犯下的綁架在電視上直播時被月湊巧看到，月便殺他以做測試。由於這起案件只在日本報導，使得L能將搜查範圍縮小到日本。
涉井丸拓男（／，Takuo Shibuimaru）
動畫配音：西村朋紘（日本）；陳幼文（台灣）；陳永信（香港）
真人演員：顔田顔彦（電影）
真人電影配音：李世揚【衛視版】／鈕凱暘【緯來版】（台灣）
是月殺死的第二個人。他在街上騷擾女性，湊巧被月看到、月便讓他受車禍而死。由於他的罪不致死，在殺了他之後月飽受煎熬。
Lind‧L‧Tailor（Lind L. Tailor）
動畫配音：德本恭敏（日本）；曹冀魯（台灣）；李致林（香港）
真人演員：Matt Lagan（電影）；麻田響也（舞台劇）；伊恩·摩爾（電視劇）
真人電影配音：孫中台【衛視版】／李世揚【緯來版】（台灣）
是L被用來誘導奇樂的死刑犯。他偽裝成L並在直播中發表聲明稿，聲稱奇樂是邪惡的，這一行為激怒了月。在月殺他洩憤後，L得以證實奇樂是真實存在的。由於此直播只在日本關東播出，使得L能將搜查範圍縮小到關東。
恐田奇一郎（／，Kiichiro Osoreda）
動畫配音：寶龜克壽（日本）；梁興昌（台灣）；劉昭文（香港）
真人演員：皆川猿時（電影）；外川貴博（電視劇）
真人電影配音：陳宏瑋【衛視版】／李世揚【緯來版】（台灣）
吸毒犯。被月用來做為取得雷·潘柏本名的棋子。月設局讓他進行一場公車搶劫，並迫使雷·潘柏在劫案中亮出FBI證件以表自己不是對方的同夥。恐田之後便死於車禍。